# علم صربيا
علم جمهورية صربيا (بالصربية: Застава Србије) هو علم ثلاثي أفقي، متكون من ثلاث ألوان، وهي الأحمر في الثلث الأعلى للعلم، ثم الأزرق، يتوسط العلم ثم اللون الأبيض في الأسفل. وتأخذ عدة دول سلافية هذه الألوان الثلاثة التي ترمز في الأعلام إلى القومية السلافية، مثل روسيا وسلوفينيا وسلوفاكيا. يضاف إلى العلم شعار صربيا، ليصبح علم الدولة الصربية الرسمي.
في عام 1882, اعتمد علم شبيه بالعلم الحالي لمملكة صربيا. ثم استغنى عنه عام 1918, عندما انضمت إليها دولة السلوفينيين والكروات والصرب ومملكة الجبل الأسود. في عام 1945 أصبحت صربيا دولة اشتراكية فدرالية تحت اسم جمهورية يوغوسلافيا الاشتراكية الاتحادية، والتي تعني اشتقاقياً "أرض السلاف الجنوبيين"، حيث اعتمدت نجمة حمراء شيوعية بحد ذهبي في وسط العلم، لكن أستغني عنه رسمياً عام 1992 بعد تفكك يوغوسلافيا. أعتمد العلم الحالي في 16 من أغسطس عام 2004 وصودق عليه من قبل جمعية صربيا الوطنية في إطار ديمقراطي يمثل الشعب والدولة الصربية المعاصرة ما بعد يوغوسلافيا السابقة.

## أصل العلم الحالي
إن ألوان العلم الصربي مبنية على رمزية ألوان علم روسيا منذ عام 1835، لكن ألوان العلم الصربي هي عكس تلك الموجودة على العلم الروسي، وتوجد قصص شعبية مختلفة في صربيا تسعى إلى تفسير السبب. مثال:
| « | في زمن كاراجورجي، ذهب وفد من صربيا إلى روسيا لطلب المساعدة، وبعد وصوله حضر الاحتفال. عندما سُئلوا عن سبب عدم مشاركتهم في العرض، دخلوا على عجل وقَلَبوا العلم الروسي رأسًا على عقب. وهكذا لاحظ المواطنون أن الصرب لهم خصائصهم الخاصة. | » |

## أعلام تاريخية

علم روسيا المقلوب المستخدم كنموذج للعلم الرسمي لإمارة صربيا منذ عام 1835
علم إمارة صربيا (1835–1882)
علم مملكة صربيا (1882–1918)
علم صربيا كجزء من مملكة يوغوسلافيا (1918–1941)
علم حكومة الإنقاذ الوطني الصربية (1941–1944)
علم البارتيزان الصرب (1943–1945)
علم جمهورية صربيا الاشتراكية (1945-1992)
علم جمهورية صربيا (1992–2004)
علم جمهورية صربيا (2004–2010)

## أعلام وطنية

علم الدولة
العلم المدني
العلم الحربي

## مشتقات من العلم الصربي

علم الكنيسة الصربية الأرثوذكسية
علم الجبل الأسود (1905–1918)
علم الجبل الأسود (1905–1918، 1941–1944)
علم الجبل الأسود (1993–2004)
علم جمهورية صرب البوسنة
علم فويفودينا
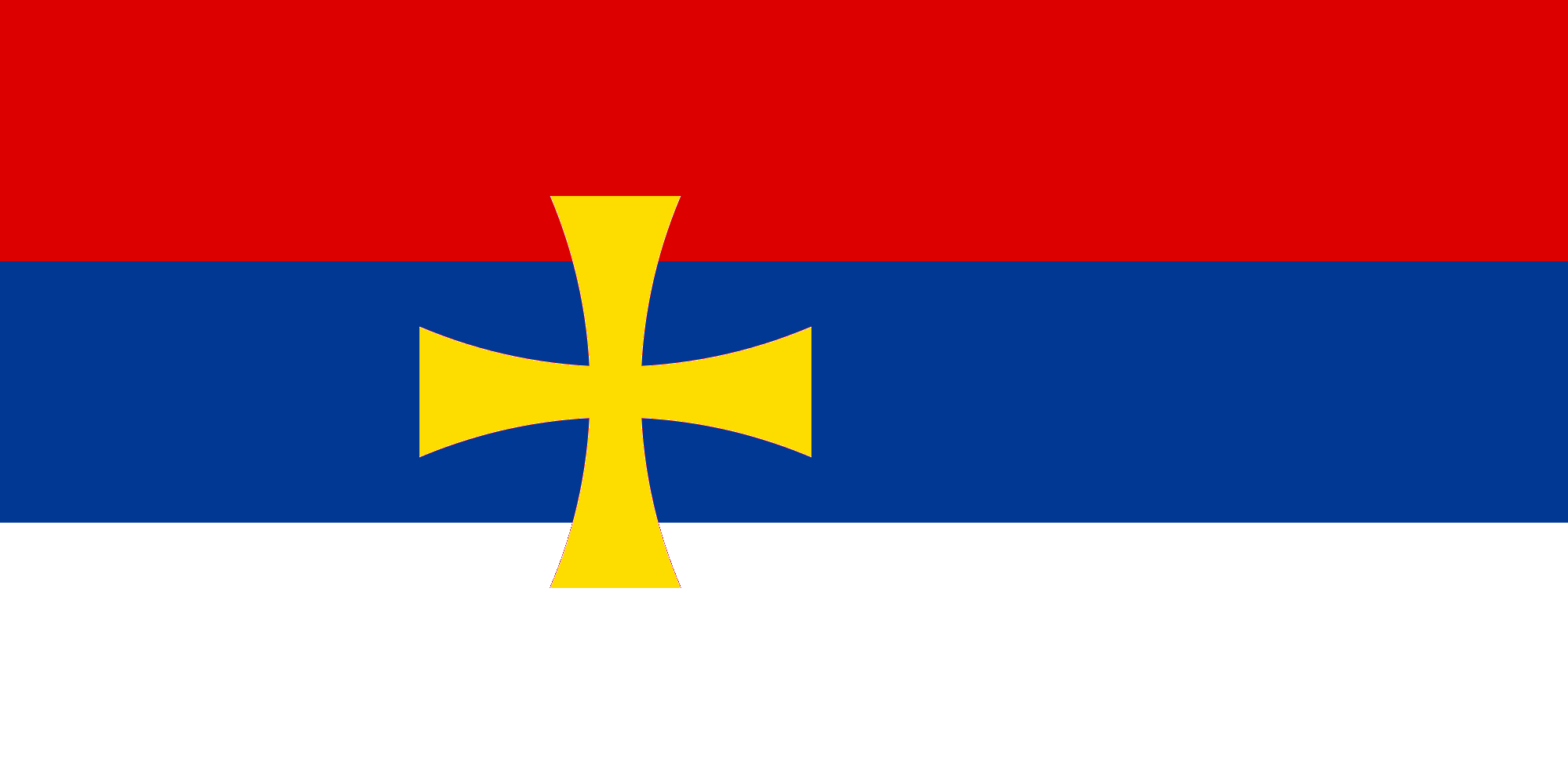
علم المجلس الوطني الصربي للجبل الأسود
علم صرب كرواتيا
علم جمهورية كرايينا الصربية (1991–1995)

## أعلام مشابهة

علم روسيا
علم سلوفاكيا
علم سلوفينيا